# Посёлок Камышлинского мелькомбината
Камышлинского мелькомбината (посёлок Камышлинский мелькомбинат) (баш. Ҡамышлы тирмән комбинаты ҡасабаһы) — посёлок в составе городского округа город Уфа, находящийся в Искинском сельсовете, подчинённом Кировскому району (приложение № 1 к решению совета городского округа город Уфа Республики Башкортостан от 15 ноября 2007 г. № 29/14. Перечень территорий с минимальной градостроительной ценностью в границах городского округа город Уфа Республики Башкортостан).

## География
Расположен примерно в 22 км к югу от центра Уфы и в 3,5 км к югу от станции Уршак. Находится на левом берегу реки Уршак. Рядом расположены озеро Питьевое и несколько других мелких озёр.

## История
Передан в составе Искинского сельсовета в подчинение города Уфы 17 апреля 1992 г. (постановление Совета Министров Республики Башкортостан от 17 апреля 1992 года № 100 «О передаче хозяйств Уфимского района в административные границы г. Уфы, предоставлении земель для коллективного садоводства и индивидуального жилищного строительства» (в ред. от 19.10.1992 № 347).

## Население
| 2010 |
| ---- |
| 44   |

## Улицы
- Мельничная ул.;